# Walcott-Firnfeld
Das Walcott-Firnfeld ist ein 560 km² großes Firnfeld in der antarktischen Ross Dependency. Im Transantarktischen Gebirge wird es von den Marshall Mountains, dem Lewis-Kliff und Mount Sirius eingefasst und vom Prebble-Gletscher sowie vom Wyckoff-Gletscher gespeist. 
Die Nordgruppe einer von 1961 bis 1962 durchgeführten Kampagne im Rahmen der New Zealand Geological Survey Antarctic Expedition benannte es nach dem Geologen Richard Irving Walcott (* 1933), dem Leiter der Gruppe.